# Karl von Frisch
Karl Ritter von Frisch (Viena, Imperi Austrohongarès 1886 - Múnic, Alemanya 1982) fou un etòleg i professor universitari austríac guardonat amb el Premi Nobel de Medicina o Fisiologia l'any 1973.

## Biografia
Va néixer el 20 de novembre del 1886 a la ciutat de Viena, població situada en aquells moments en l'Imperi Austrohongarès, però que avui dia és la capital d'Àustria. Inicialment orientat vers la medicina, carrera que va començar a la Universitat de Viena, va decantar-se posteriorment per la filosofia i finalment per la zoologia, carrera que va estudiar a la Universitat de Múnic, on es doctorà l'any 1910. Aquell mateix any, fou nomenat auxiliar de Richard Hertwig a l'Institut Zoològic de la Universitat de Múnic, on va obtenir el certificat per a l'ensenyament de zoologia i anatomia comparada.
La seva tasca investigadora i docent es va desenvolupar entre 1921 i 1923 a l'Institut de Zoologia de la Universitat de Rostock, entre aquell any i el 1925 a Wrocław, i novament a Múnic. Amb l'ajuda de la Fundació Rockefeller, va supervisar el nou edifici de l'institut zoològic. Després de la destrucció de l'institut durant la Segona Guerra Mundial, va traslladar-se a la Universitat de Graz l'any 1946, per retornar a Múnic el 1950 després de la construcció d'un nou centre.
Va morir el 12 de juny del 1982 a la ciutat de Múnic, situada a l'estat alemany de Baviera.

## Recerca científica
L'any 1910, va començar els seus estudis sobre els peixos i demostrà que podien distingir colors i lluentor. També va treballar sobre la capacitat auditiva i la capacitat de distingir sons, i demostrà que és superior en aquesta classe a la dels éssers humans.
El 1919, va iniciar els seus estudis sobre els insectes, realitzant investigacions essencialment sobre les abelles, i demostrant que, si són entrenades, poden diferenciar diversos gustos i olors i que el seu olfacte és similar al dels éssers humans, però que el gust és diferent. Va demostrar que mitjançant determinats moviments, anomenats dansa de l'abella, i mitjançant el moviment vibratori del seu abdomen, les abelles exploradores informen a la resta del rusc on es troben les fonts d'aliment, i n'informen de la direcció i distància. Segons la durada del ball de les abelles s'indicava la distancia on es trobaven les flors. El 1949, va poder demostrar, utilitzant llum polaritzada, que les abelles utilitzen el sol per a orientar-se, recordant els patrons de la polarització presentats pel cel en diverses hores del dia i de la localització de senyals prèviament oposats. Les seves aportacions a l'apicultura van ser enormes, ja que se'n van desprendre coneixements com el rang d'acció de l'espècie Apis mellifera.
L'any 1973, fou guardonat amb el Premi Nobel de Medicina o Fisiologia pels seus descobriments referents a l'organització dels patrons individuals i socials del comportament, premi compatit amb Konrad Lorenz i Nikolaas Tinbergen.